# Serge Dumas
Serge Dumas (né le 19 mars 1942 à Casablanca au Maroc) est un joueur de football français, qui évoluait au poste de milieu de terrain. Il joue principalement en faveur du Stade français et du Stade lavallois de 1964 à 1974.

## Biographie
Né à Casablanca où son père est militaire, Serge Dumas grandit dans le Lot et est formé à l'ESA Brive.
Après une carrière de joueur professionnel au Stade français puis aux Girondins de Bordeaux en première division, il devient entraîneur joueur à l'AS Mayennaise pendant trois saisons.
En 1972, à trente ans, il signe au Stade lavallois, qui lui garantit un emploi stable. En parallèle de sa carrière de footballeur il exerce la profession d'employé de banque.
Il dispute au cours de sa carrière 79 matchs en Division 1, inscrivant six buts, et 35 matchs en Division 2, marquant quatre buts. Il joue également trois matchs en Coupe de l'UEFA.